# Dambenoît-lès-Colombe
Dambenoît-lès-Colombe is een gemeente in het Franse departement Haute-Saône (regio Bourgogne-Franche-Comté) en telt 280 inwoners (2011). De plaats maakt deel uit van het arrondissement Lure.

## Geografie
De oppervlakte van Dambenoît-lès-Colombe bedraagt 8,6 km², de bevolkingsdichtheid is 32,6 inwoners per km².
De onderstaande kaart toont de ligging van Dambenoît-lès-Colombe met de belangrijkste infrastructuur en aangrenzende gemeenten.

## Demografie
Onderstaande figuur toont het verloop van het inwonertal (bron: INSEE-tellingen).

1. ↑  Populations de référence 2022.